# Roger Cuvillier
Roger Cuvillier (2 de juliol de 1922 - 14 de gener de 2019) va ser un inventor i enginyer francès que va inventar el Pancinor, el primer objectiu amb zoom de compensació òptica.

## Primers anys i formació
Roger Cuvilier va néixer a la ciutat de Lilla, situada al nord de França. Va estudiar en la École centrale de Paris, fins a l'any 1947, i més tard en la École supérieure d'optique, on es va graduar l'any 1949. Temps després va passar a treballar per a SOM-Berthiot, a Dijon, i es va quedar allà com a director de la fàbrica principal de l'empresa fins que es va jubilar.

## Invents: el Pancinor
L'empresa on treballava Cuvillier, SOM-Berthiot feia que tots els treballadors estiguessin temporalment en els diferents departaments de l'empresa. En una d'aquestes ocasions, Cuvilier va començar a treballar en el projecte d'un company que treballava per a la indústria del cinema, Roger Cornu. Ell va suggerir crear una sola lent de càmera per a reemplaçar les tres lents que s'utilitzen en les càmeres de cinema (15mm, 25mm i 75mm). Creant un dispositiu basat en quatre lents i dos tubs lliscants, Roger Cuvillier i el seu equip van desenvolupar el prototip d'una lent zoom que permet triplicar la distancia focal sense canviar de pla. L'invent va ser patentat el 28 de gener de 1949. Les vendes van començar en 1950, sota el nom de Pancinor, sent "Cinor" el nom comercial de les lents de SOM-Berthiot. El Pancinor es va fabricar a la fàbrica de SOM-Berthiot de Dijon, sota la direcció de Cuvillier, fins a l'any 1970.
Roger Cuvillier va descriure la seva invenció l'any 2002 amb les següents paraules: “Vaig començar a partir del sistema afocal utilitzat en els prismàtics, que es componen d'una lent còncava i una lent convexa. Modificant l'espaiat de les lents, he pogut obtenir una variació en l'ampliació, però també en l'enfocament, de la imatge. Mitjançant un gràfic, vaig poder identificar la variació que seguia una corba que presentava dues branques força simètriques. Així doncs, vaig tenir la idea de posar dos sistemes d'aquest tipus de punta a punta i vaig observar que els augments es feien més grans i que vaig poder obtenir compensació de les variacions d'enfocament. Això em va permetre dissenyar un sistema compost de quatre lents, alternativament còncaves i convexes, assegurant-me que les dues lents convexes mòbils es moguessin sincronitzades entre si. Les anàlisis de laboratori van demostrar que el sistema era vàlid, és a dir, era capaç de mantenir tant l'enfocament com la llum en una imatge per a una variació de la distància focal de fins a 4 vegades d'augment. Tot i que el principi l'invent era sòlid, la imatge era bastant mediocre, però per sort Raymond Rosier, l'enginyer òptic de la companyia, va poder corregir els principals errors”.